# Archagathos (Mediziner)
Archagathos (altgriechisch Ἀρχάγαθος Archágathos, deutsch ‚guter Anfang, Wohlbeginn‘) war ein in Rom wirkender griechischer Arzt des späten 3. Jahrhunderts v. Chr.
Plinius der Ältere überliefert aus den um 150 v. Chr. geschriebenen Annales des Lucius Cassius Hemina, dass im Jahr des Konsulats der Konsuln Lucius Aemilius und Marcus Livius Salinator, im Jahr 535 ab urbe condita oder 219 v. Chr., Archagathos als erster Arzt in Rom eintraf. Er sei der Sohn des Lysanias gewesen und aus der Peloponnes gekommen. Die Stadt verlieh ihm mit dem ius Quiritum das römisches Bürgerrecht und stellte ihm auf eigene Kosten ein „Ladenlokal“ (taberna) am compitum Acili genannten Kreuzweg, in dem er seine Praxis betreiben konnte.
Man nannte ihn „Wundarzt“ (vulnerarius) und war über seine Anwesenheit anfangs außerordentlich dankbar, bald jedoch bekam er wegen seiner Grausamkeit beim Schneiden und Brennen den Spitznamen „Henker“ (carnifex, wörtlich „Fleischmacher, Fleischer“). Die medizinische Kunst und alle Ärzte hätten durch ihn ihre Reputation verloren, was man besonders deutlich an der Haltung des 234 v. Chr. geborenen älteren Cato, dem alles Griechische verhasst war, sehen könne, der seinem Sohn den Besuch von Ärzten verbot.
Ob Archagathos in der Folge aus Rom vertrieben wurde, ist unbekannt; dass dem Cassius Hemina die Einstellungen seines Zeitgenossen Cato bekannt waren, ist möglich. Laut Vivian Nutton lehnte Cato im Rahmen seiner teils aggressiv vorgetragenen anti-hellenischen Haltung lediglich die griechische Spielart der Medizin ab. Ihr setzte er die römische, an Ritualen, religiösen Gesängen, Beschwörungen und der Gabe von Kräutern ausgerichtete Medizin entgegen, wie er sie in seinem Werk De agri cultura („Über den Landbau“) darstellte und wie sie noch bei Plinius ausgeführt wird. In der römischen Medizin konnte jeder heilen, ein Spezialistentum war nicht nötig, vielmehr fiel die medizinische Versorgung in den Zuständigbereich des pater familias als Oberhaupt der römischen Familie.
Das Thema Medizin spielte am Ende des 3. Jahrhunderts v. Chr. in der römischen Gesellschaft eine Rolle, und in der um 200 v. Chr. uraufgeführten Komödie Menaechmi des Plautus begegnet zum ersten Mal das lateinische Wort medicus. Dass die Ansichten eines Cato nicht von allen Römern geteilt wurden, wird durch die anfängliche Wertschätzung, die man Archagathos entgegenbrachte, deutlich. Die Konsuln des Jahres unterstützten ihn ebenso wie offensichtlich die philhellenischen Acilier, nach deren Grundbesitz der Bereich des Kreuzwegs mit der Taberna benannt war. Entsprechend möchte man Denare, die ein Münzmeister der Familie – Manius Acilius (Glabrio?), IIIvir (monetalis) um die Mitte des 1. Jahrhunderts v. Chr. – prägen ließ, als Ausdruck einer von alters her engen Beziehung der gens Acilia zu Heilkunst, Griechentum und Arztberuf auffassen. Deren Wurzeln ließen sich bis auf Archagathos und seine Niederlassung im vicus der Acilii zurückverfolgen. Deshalb habe er auf seinen Münzen einen mit einem Lorbeer bekränzten Frauenkopf und der Legende Salutis sowie eine weibliche Gestalt mit Schlange und der Legende Valetu(dinis), die Heilgottheiten Salus und Valetudo, dargestellt. Doch wurden auch andere Anlässe erwogen.
Von der Heilkunst des Archagathos als Pharmakologe, der bei Plinius vor allem als Chirurg in Erscheinung tritt, zeugen drei Erwähnungen eines Pflasters, dessen Rezeptur ihm zugeschrieben wurde. So nennt Aulus Cornelius Celsus in der 1. Hälfte des 1. Jahrhunderts eine compositio („zusammengesetztes Heilmittel“) aus gekochtem gelben Atramentstein, gebranntem Kupfer, gekochtem Bleiweiß, Terpentinharz und Silberglätte. In einem Brief vom 26. April 59, der auf einem Papyrus aus Oxyrhynchos oder Hermopolis Magna erhalten ist, schrieb ein Chairas an einen Arzt namens Dionysios: „Du hast mir zwei Rezeptabschriften gesandt, das eine nach Archagathos, das andere zur Narbenbildung. Das nach Archagathos enthält keinerlei Fehler, das zur Narbenbildung enthält dagegen nicht die Gewichtsangabe des Pinienharzes.“ Schließlich überliefert der spätantike Arzt Caelius Aurelianus, dass der hellenistische Arzt Themison von Laodikeia gegen die Elephantiasis „zusammenziehende Pflaster von erweichender Qualität an[wendete], von denen nun die meisten das sogenannte »Heilmittel nach Art des Archagathos« preisen.“